# Storlandet (Brändö, Åland)
Storlandet med Oren är en ö i Åland (Finland). Den ligger i Skärgårdshavet och i kommunen Brändö i landskapet Åland, i den sydvästra delen av landet. Ön ligger omkring 70 kilometer nordöst om Mariehamn och omkring 230 kilometer väster om Helsingfors.
Öns area är 1,13 kvadratkilometer och dess största längd är 1,8 kilometer i sydväst-nordöstlig riktning.

## Delöar och uddar
- Storlandet 60°31′42″N 20°52′51″Ö / 60.52836°N 20.88088°Ö
- Gloören 60°32′05″N 20°53′37″Ö / 60.53479°N 20.89363°Ö (udde)
- Kogrundet 60°31′40″N 20°52′09″Ö / 60.5279°N 20.86914°Ö (udde)
- Oren 60°31′33″N 20°52′16″Ö / 60.52582°N 20.87111°Ö